# Fester's Quest
Fester's Quest är ett TV-spel till NES utvecklat av Sunsoft och utgivet i september 1989, spelet är baserat på TV-serien Familjen Addams från 1964. Spelare tar rollen som familjemedlemmen Uncle Fester där han bekämpar utomjordingar som anfaller staden. Till hjälp har Fester ett gevär och de andra i Familjen Addams hjälper honom genom att ge saker som hjälpmedel på vägen. Spelet utspelas på gator, i kloaker, i byggnader och i ett rymdskepp. När Fester besöker byggnader byter spelets perspektiv till 3D, resten av spelet utspelas i ovanför-perspektiv.

## Föremål
- Gun (gevär): Fester börjar använda detta vapen, det uppdateras om man samlar på "GUN"-markerade ikoner med blå eller röd färg.
- Whip (piska): Festers andra vapen kan hittas om han träffar Morticia, det kan liksom geväret uppdateras om man samlar på blåa eller röda ikoner med texten "WHIP".
- T.N.T. (dynamit): Fester hittar dynamit genom att leta efter Pugsley.
- Vice Grip: Wednesday ger Fester Vice Grip som ger honom botemedel om han blir förgiftad av en utomjording.
- Potion (Magisk dryck): Ger Fester full hälsa.
- Invisibility Potion: Magisk dryck som gör Fester osynlig.
- Missile (missiler): Thing ger Fester missiler som avfyras mot en fiende på skärmen.
- Noose: Ger Fester möjlighet att kalla på Lurch som besegrar alla fiender på skärmen.
- Money (pengar): Tappas av fiender, Fester använder dem för att gå till en korvkiosk till att ge Fester full hälsa.
- Light Bulb (glödlampor): Glödlampor används främst när Fester befinner sig under kloaker.
- Key (nyckel): Används för att komma in i olika hus.
- Life Bar: Spelets hälsomätare, Fester börjar med två stycken markeringar men kan hitta ytterligare två stycken till genom att besöka olika byggnader.

## Fiender
- Globule: En liten hög sitter på marken.
- Hopper: Dessa grodliknande fiender finns i följande färger: blå som hoppar rakt mot Fester, röd som hoppar slumpmässigt, grön som både hoppar och använder tungan och rosa som spottar eldbollar, de gör Fester långsam.
- Skeeter: Flygande huvuden som sprider maskar när Fester skjuter på dem.
- Rat (Råtta): Råttor som rör sig i kloakerna.
- Slime Replicator: Förökar sig om den blir träffad av skott.
- Slime Snail: Denna fiende kryper som Fester, när den blir besegrad förvandlas den till Slime Replicator.
- Bugg: Hoppande fiender på gator.
- Arachnid: En jättestor spindel som kommer när Fester har besökt ett område för mycket.
- Big Mouth: En rosafärgad fiende som kan gräva under marken.
- Eye Pod: Ett cyklopiskt odjur som har sällskap av tre sprängare.
- Mr. I: Detta är hoppande ögon som jagar Fester.
- Grabber: Ett stort grönt monster med långa armar.
- Alien Pod: Ett podliknande monster som slumpmässigt vandrar omkring och skjuter giftiga bollar. Till skillnad från den rosa grodan skadar Alien Pods-bollar Festers hälsa.

## Om spelet
- En del av fiender och ljudeffekter är hämtade från Blaster Master, ett annat spel utvecklat av Sunsoft.

### Fotnoter
1. ↑  ”Fester's Quest” (på engelska). Gamefaqs. 1 september 1989. Arkiverad från originalet den 11 april 2016. https://web.archive.org/web/20160411212705/http://www.gamefaqs.com/nes/563413-festers-quest/data. Läst 2 november 2016.